# Jeune à l'envol
Le jeune à l’envol ou le jeune hors du nid sont des termes qui désignent le moment où un oisillon quitte son nid.  Jeune à l’envol convient généralement mieux aux espèces nidicoles dont les oisillons quittent souvent le nid après un premier envol.  Jeune hors du nid convient généralement mieux aux espèces nidifuges dont les oisillons quittent le nid par voie terrestre très tôt après l’éclosion.  Par extension, on nommera aussi jeune à l’envol ou jeune hors du nid les oisillons qui ont quitté leur nid, mais qui maitrisent encore mal le vol et qui dépendent encore des adultes pour leur subsistance.

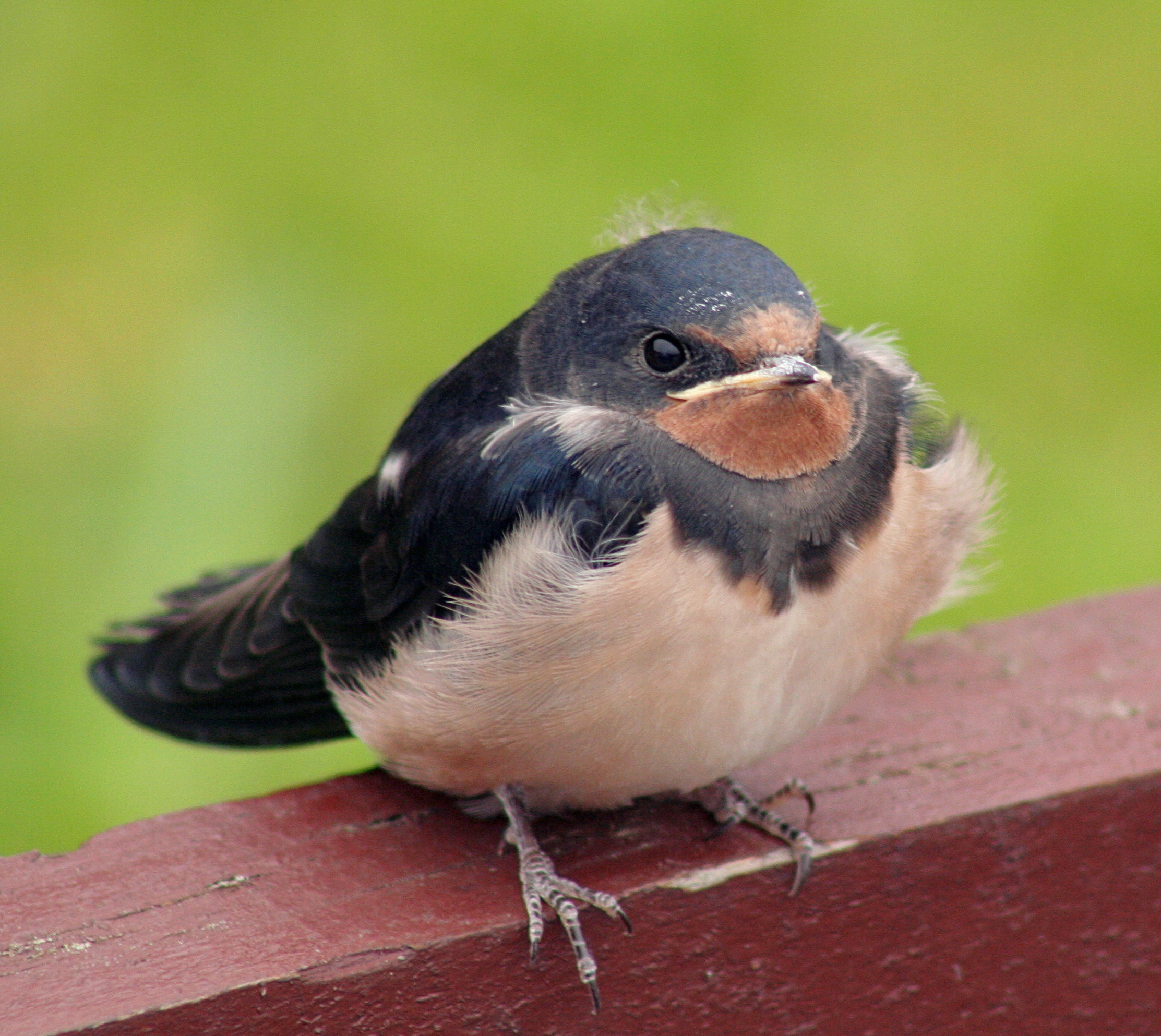
Jeune Hirondelle rustique ayant quitté son nid depuis peu.
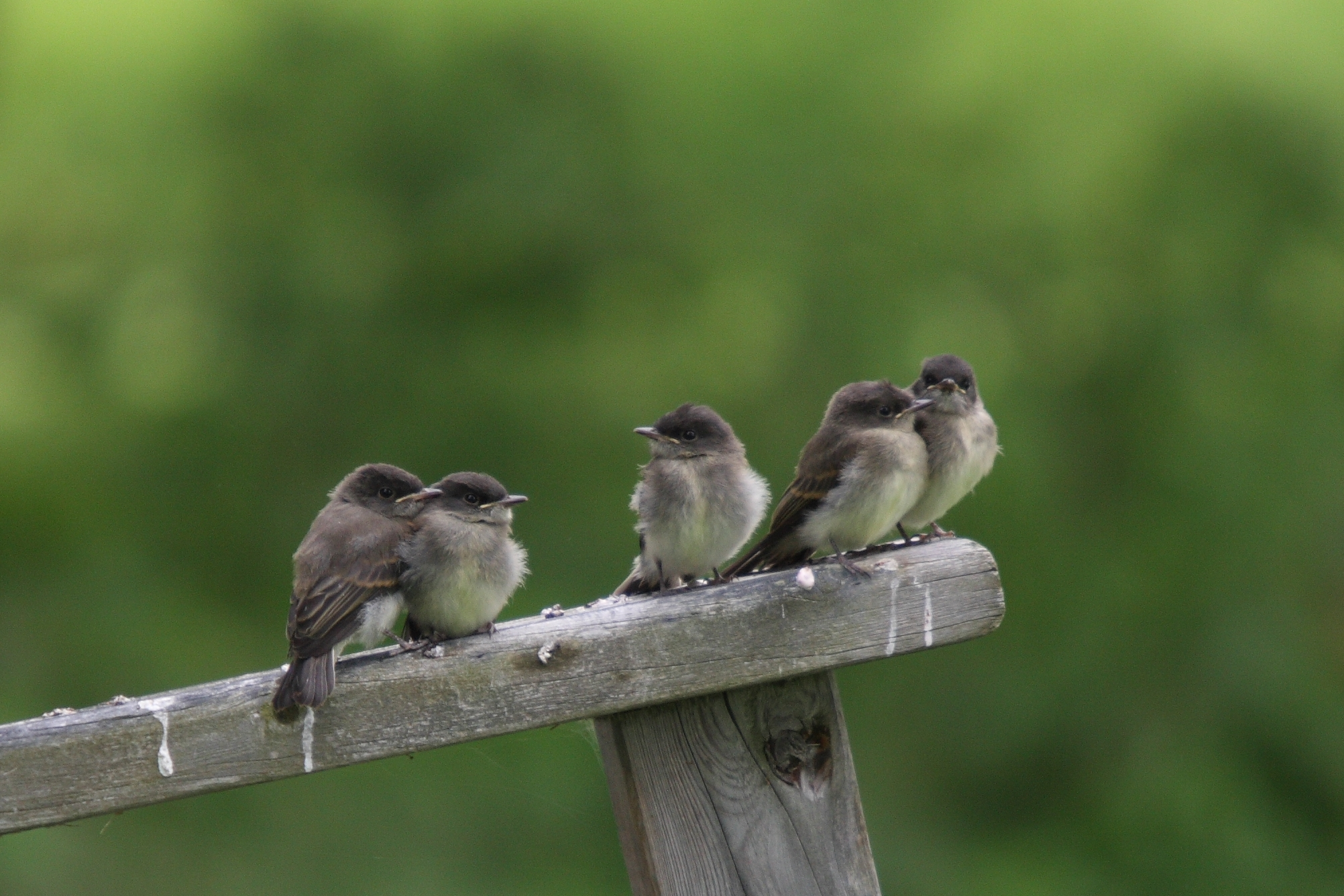
Jeunes Moucherolles phébi ayant quitté le nid depuis peu.
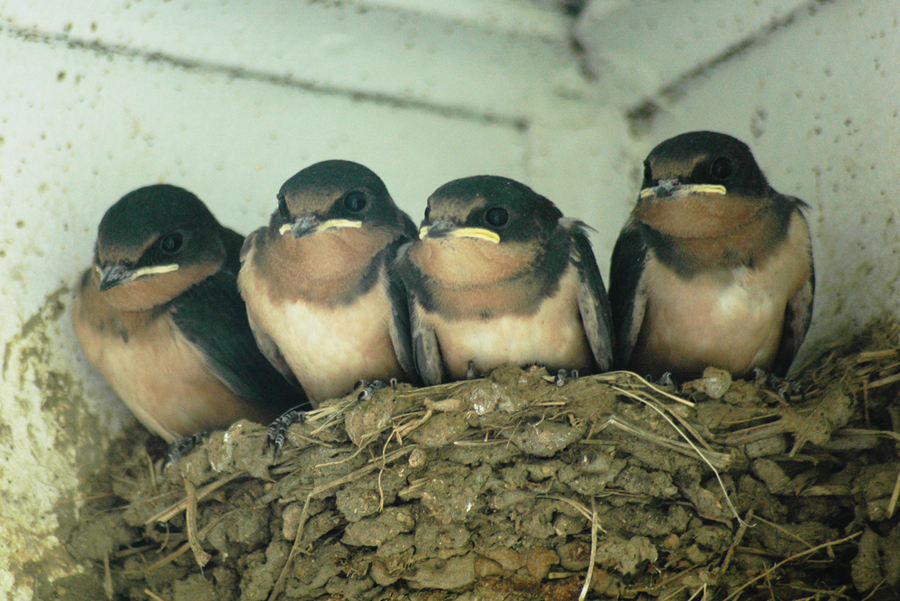
Jeunes Hirondelles rustiques sur le point de quitter le nid